# Echinodiscus lesdainii
Echinodiscus lesdainii är en svampart som först beskrevs av Léon Vouaux och fick sitt nu gällande namn av Javier Etayo och Paul Diederich 2000. 
Echinodiscus lesdainii ingår i släktet Echinodiscus, ordningen disksvampar, klassen Leotiomycetes, divisionen sporsäcksvampar och riket svampar.  Arten är reproducerande i Sverige. Inga underarter finns listade i Catalogue of Life.